# Professor (Money Heist)
O Professor (Sergio Marquina) é o mestre dos assaltos à Casa da Moeda e ao Banco da Espanha e o irmão de Berlim na série La casa de papel, da Netflix, interpretado por Álvaro Morte.

## Biografia do personagem
O Professor, como líder dos assaltantes, é responsável por planejar cuidadosamente os golpes. Ele é sofisticado, mas nerd. A ideia do roubo à Casa da Moeda da Espanha pertencia a seu pai, Jesús Marquina, que faleceu às portas de um banco. Para o Professor, além de um desafio ao sistema, o assalto à Casa da Moeda representa uma espécie de homenagem e vingança à morte de seu pai. 

## Caracterização
Álvaro Morte descreveu o personagem como um "workaholic" e o relacionou ao seu papel como Óscar em El Embarcadero, pois ambos "deveriam ser demonizados", mas os espectadores se sentem próximos desses personagens porque geram empatia. "Se o espectador não sentir empatia pelo Professor ou por Óscar, a série não funciona". O ator também pondera e refere-se ao Professor como "uma tremenda caixa de surpresas" que "nunca deixa de gerar incerteza", deixando pouco claro para a audiência se o personagem é do bem ou do mal.

## Desenvolvimento
No início do seu desenvolvimento, o Professor seria o narrador da série. O roteirista Javier Gómez Santander comparou o processo de escrita à forma de pensar do Professor, "andando por aí, escrevendo opções, consultando engenheiros a quem não se pode dizer porque se lhes pergunta isso", mas observou que a ficção permitiu que a polícia fosse escrita como mais burra ou mais inepta quando necessário.
O Professor foi concebido como um vilão carismático, porém tímido, que convencia os assaltantes a segui-lo e fazia o público simpatizar com a resistência dos ladrões contra os bancos poderosos. No entanto, o desenvolvimento do papel do Professor revelou-se difícil, uma vez que o personagem não seguia convenções típicas e os produtores estavam incertos sobre seu grau de brilhantismo. Enquanto os produtores encontravam o seu alter ego "Salva" desde cedo, procuravam originalmente por um professor do tipo Harvard, na faixa dos 50 anos e com a aparência similar ao do ator espanhol José Coronado. O papel foi proposto a Javier Gutiérrez, que declinou porque já estava empenhado em estrelar o filme Campeones (2018).
Os diretores de elenco defenderam Álvaro Morte, que conheciam por sua colaboração na longa novela espanhola El secreto de Puente Viejo, embora sua experiência televisiva em horário nobre fosse limitada àquela altura. Os produtores também compararam a sua aparência com a de um professor de escola primária, acreditando que isso daria mais credibilidade ao personagem. Os óculos do Professor eram inicialmente vermelhos e mais proeminentes, contudo, no final, os produtores preferiram uma opção mais discreta e escura. Morte, que não usa óculos na vida real, desenvolveu um "tique" de empurrar os óculos para trás durante o casting — esse detalhe foi adotado ao personagem. O fascínio do Professor pelo origami também foi proposto por Álvaro Morte.
Álex Pina, o criador da série, descreveu a história de Raquel Murillo como uma ex-esposa abusada que se apaixonou pelo Professor como "muito poderosa, muito romântica". O casal formado por lados opostos "realçava o gênero" da série e representava algo que os produtores "queriam explorar". Le Monde disse: "O jogo entre Professor e Raquel, a inspetora responsável pelas negociações, é brilhante. Um passo de dois com fluidez e antecipação. Ignorar o inimigo é condenar si próprio à derrota. É necessário, portanto, adentrar sua intimidade". Álvaro Morte opina que o Professor não daria necessariamente prioridade ao amor em detrimento de outros riscos na parte três de La casa de papel, pois "se ele não tivesse essa outra parte obscura, também não funcionaria. O truque do Professor que nos prende tanto é que nunca sabemos o que lhe passa pela cabeça, o que ele está pensando. Eu tento dar [ao personagem] essa ambiguidade". A raiva pela morte de Berlim gerou a motivação do personagem para a Parte 3, e esta foi uma ideia que Morte deu aos produtores. Em setembro de 2019, Álvaro Morte considerou o Professor um "personagem muito interessante" que ainda tinha uma história para se contar. Sobre a Parte 4, o ator resume que "o Professor faz uma descida ao inferno".

## Recepção
O Professor é um dos personagens favoritos dos fãs da série. Por seu papel, Álvaro Morte foi indicado aos Prémios de la Unión de Atores (ES) em 2018 na categoria "Melhor ator de televisão", ganhou os Prémios IRIS (ES) em 2019 como Melhor Ator e atualmente está indicado para os Prémios Feroz em 2020 como "Melhor Ator Principal de uma Série".